# 公主岭专区
公主岭专区（原称怀德专区），中华人民共和国吉林省旧专区名，在今吉林省南部。
1956年置怀德专区，专员公署驻公主岭市。辖原由省直辖的公主岭市及怀德、榆树、农安、扶余、德惠、九台、梨树、伊通、双阳、东辽10县。同年改名公主岭专区。
1958年，撤销公主岭专区，将榆树、九台、农安、德惠、双阳5县划归长春市；扶余县划归白城专区；怀德、梨树、伊通、东辽4县及公主岭市划归四平专区。